# Suillia himalayensis
Suillia himalayensis är en tvåvingeart som beskrevs av Deeming 1966. Suillia himalayensis ingår i släktet Suillia och familjen myllflugor. Inga underarter finns listade i Catalogue of Life.